# دلفين كاسكارينو
دلفين كاسكارينو (من مواليد 5 فبراير 1997) هي لاعبة كرة قدم فرنسية محترفة تلعب في مركز جناح في نادي سان دييغو ويف في الدوري الوطني لكرة القدم للسيدات، ومنتخب فرنسا لكرة القدم للسيدات. ظهرت كاسكارينو لأول مرة مع منتخب فرنسا ضد إنجلترا.  في عام 2016، تم اختيارها ضمن تشكيلة فرنسا لدورة الألعاب الأولمبية الصيفية 2024.

## روابط خارجية
- دلفين كاسكارينو – سجل منافسات الفيفا
- دلفين كاسكارينو – سجل منافسات اليويفا
- دلفين كاسكارينو  على سكروي
- دلفين كاسكارينو في الاتحاد الفرنسي لكرة القدم (بالفرنسية)
- Lyon player profile (بالفرنسية)